# Dhuys et Morin-en-Brie
Dhuys et Morin-en-Brie je francouzská obec v departementu Aisne v regionu Hauts-de-France. Obec vznikla 1. ledna 2016 sloučením obcí Artonges, La Celle-sous-Montmirail, Fontenelle-en-Brie a Marchais-en-Brie. V roce 2015 žilo ve sloučených obcích 832 obyvatel.

## Poloha obce
Obec leží u trojmezí departementů Aisne – Marne – Seine-et-Marne, tedy i u trojmezí regionů Hauts-de-France – Grand Est – Île-de-France.
Sousední obce jsou: Corrobert (Marne), L'Épine-aux-Bois, Mécringes (Marne), Montdauphin (Seine-et-Marne), Montenils (Seine-et-Marne), Montlevon, Montmirail (Marne), Montolivet (Seine-et-Marne), Pargny-la-Dhuys, Rieux (Marne), Rozoy-Bellevalle, Vendières a Viffort.